# Hermanowicze

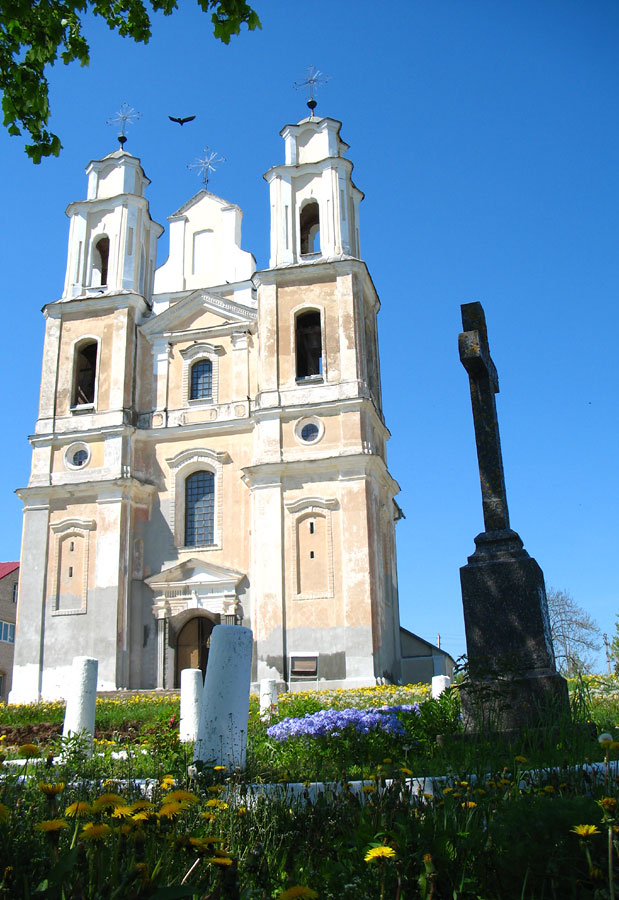
Kościół w Hermanowiczach

Hermanowicze (biał. Германавічы, ros. Германовичи) – dawne miasteczko, obecnie wieś w rejonie szarkowszczyńskim obwodu witebskiego; położone nad rzeką Dzisną 18 km na północny wschód od Szarkowszczyzny, centrum administracyjne sielsowietu hermanowickiego – Германавіцкі сельсавет.
Siedziba parafii prawosławnej (pw. św. Mikołaja Cudotwórcy) i rzymskokatolickiej (pw. Przemienienia Pańskiego).
Miasto magnackie położone było w końcu XVIII wieku w województwie połockim.

## Historia
Przed 1500 r. wieś cząstkowa bojarów putnych. Następnie Hermanowicze należały do dóbr Sapiehów z centrum w Ikaźni. Wzmiankowane w 1563 r. pod nazwą Jermanawicze jako osada w województwie połockim Wielkiego Księstwa Litewskiego. Od 1565 r. w powiecie brasławskim województwa wileńskiego. W 1739 r. Józef Stanisław Sapieha sprzedał miasteczko Hermanowicze z folwarkiem Szabaławszczyzna Janowi Hylzenowi, przedstawicielowi inflanckiego rodu szlacheckiego. Od tego czasu Hermanowicze stały się centrum klucza hermanowickiego dóbr Hylzenów, obejmującego: Biały Dwór (Белы Двор), Mariampol, Przemiana, Pużany, Porzecz, Reczki (Рэчкі), Józefów (Юзафоў, Józefowo).
Od 1782 r., kiedy Józef Hylzen (wojewoda mścisławski) sprzedał Hermanowicze Ignacemu Szyrynowi, miejscowość stała się własnością rodu Szyrynów, który przetrwał tu do 1939 r.
Ignacy Szyryn ufundował w Hermanowiczach kościół rzymskokatolicki, a jego trzeci syn Justyn kaplicę. Od tego czasu rzymskokatoliccy mieszkańcy Hermanowicz i sąsiednich osad wyróżniali się wśród rzeszy unickich (a później prawosławnych) wiernych tych terenów.
Po drugim rozbiorze Polski w 1793 r. Hermanowicze znalazły się w granicach Imperium Rosyjskiego w powiecie dziśnieńskim. Po reformie uwłaszczeniowej w 1861 r. – centrum włości powiatu dziśnieńskiego. Jednak folwark Szyrynów obejmował jeszcze ponad 10 tysięcy dziesięcin ziemi. Pod koniec XIX wieku było tu 300 mieszkańców, gorzelnia, młyn, sklep, karczma. Ludność żydowska liczyła około 100 osób.
Po pokoju ryskim w 1921 r. w granicach II Rzeczypospolitej jako centrum gminy w powiecie dziśnieńskim województwa nowogródzkiego, a potem wileńskiego. W 1927 r. Skarb Państwa nabył za ponad 35 tysięcy złotych hermanowicki pałac Szyrynów na potrzeby szkoły. 
W latach międzywojennych obecne Hermanowicze składały się z czterech osobnych miejscowości. Były to Hermanowicze (miasteczko), Hermanowicze (kolonia) , Hermanowicze (folwark)  i Stare Hermanowicze .
Po agresji ZSRR na Polskę w 1939 r. włączone do składu BSRR – od 12 października 1940 r. centrum sielsowietu. W czasie wojny niemiecko-radzieckiej w latach 1941–1944 pod okupacją niemiecką: Komisariat Rzeszy Wschód.
Podczas okupacji hitlerowskiej, 10 lipca 1941 roku Niemcy utworzyli getto dla żydowskich mieszkańców. Przebywało w nim około 300 osób. 10 listopada 1941 roku Niemcy zlikwidowali getto, a Żydów wywieziono do getta w Szarkowszczyźnie. 
Po II wojnie światowej Hermanowicze znalazły się ponownie w granicach radzieckiej Białorusi. W 1970 roku we wsi było 649 mieszkańców i 209 gospodarstw domowych, centrum Rolnicza Spółdzielni „Hermanowicze”, gimnazjum, przedszkole, biblioteka, centrum kultury, szpital, poczta, 7 sklepów. W miejscowości działa szkolne muzeum historii lokalnej, Literacko-Artystyczne Muzeum im. Michała Rajczonka oraz Hermanowickie Muzeum Sztuki i Etnografii im. Józefa Drozdowicza (Jaziep Drazdowicz – biał.: Язэп Драздовіч).

## Demografia
Według Powszechnego Spisu Ludności z 1921 roku zamieszkiwało:
- Hermanowicze (miasteczko) – 593 osoby, 258 było wyznania rzymskokatolickiego, 41 prawosławnego, 85 staroobrzędowego a 209 mojżeszowego. Jednocześnie 244 mieszkańców zadeklarowało polską przynależność narodową, 177 białoruską, 145 żydowską a 27 rosyjską. Było tu 95 budynków mieszkalnych[7]. W 1931 w 106 domach zamieszkiwało 738 osób[8].
- Hermanowicze (kolonia) – 44 osoby, 31 było wyznania rzymskokatolickiego, 13 staroobrzędowego. Jednocześnie 10 mieszkańców zadeklarowało polską przynależność narodową, 34 białoruską. Było tu 8 budynków mieszkalnych[7]. W 1931 w 45 domach zamieszkiwało 283 osoby[8].
- Hermanowicze (folwark) – W 1931 w 3 domach zamieszkiwało 38 osób[8].
- Stare Hermanowicze – 45 osób, 35 było wyznania rzymskokatolickiego, 5 staroobrzędowego a 5 mojżeszowego. Jednocześnie 9 mieszkańców zadeklarowało polską przynależność narodową, 33 białoruską a 5 żydowską. Było tu 5 budynków mieszkalnych[7]. W 1931 w 3 domach zamieszkiwało 18 osób[8].

## Parafia Kościoła rzymskokatolickiego
Hermanowicze są siedzibą rzymskokatolickiej parafii Przemienienia Pańskiego, należącej do dekanatu szarkowszczyńskiego diecezji witebskiej.

## Zabytki
- kościół katolicki pod wezwaniem Przemienienia Pańskiego – ufundowany przez Ignacego Szyryna, wzniesiony w stylu baroku wileńskiego w 1787 r.; po II wojnie światowej nieczynny, zwrócony wiernym w 1988 r.[9], przy kościele groby pięciu żołnierzy polskich poległych w wojnie polsko-bolszewickiej.
- klasycystyczny zespół pałacowo-parkowy Szyrynów z pocz. XIX w.[10],
- cerkiew staroobrzędowców z 1926 r.[11],
- cmentarz z grobami m.in.: krajoznawcy i malarza Michała Rajczonki[12], Józefy Narcyzowej Drozdowicz (Drozdovič) (1841–1921), matki Józefa Drozdowicza[13] oraz kwaterą polskich żołnierzy z 1920 r.[14][15],
- cmentarz żydowski[16]

## Inne obiekty
- cerkiew prawosławna pw. św. Mikołaja Cudotwórcy, parafialna[2]